# A Parisian Scandal
A Parisian Scandal er en amerikansk stumfilm fra 1921 af George L. Cox.

## Medvirkende
- George Periolat som Louis Oudoff
- Lillian Lawrence
- Marie Prevost som Liane-Demarest
- Bertram Grassby som Baron Stransky
- George Fisher som Emile Carret
- Lillian Rambeau som Sophie Demarest
- Tom Gallery som Basil Hammond